# Атс Пур'є
Атс Пур'є (ест. Ats Purje, * 3 серпня 1985, Таллінн) — естонський футболіст, нападник футбольного клубу «Етнікос» (Ахнас) та збірної Естонії.

## Титули і досягнення
- Чемпіон Естонії (3):

«Левадія»: 2004, 2006, 2007
- Володар Кубка Естонії (4):

«Левадія»: 2003-2004, 2004-2005, 2006-2007
«Нимме Калью»: 2014-2015
- Чемпіон Фінляндії (2):

«Інтер» (Турку): 2008
КуПС: 2019
- Володар Кубка Фінляндії (1):

«Інтер» (Турку): 2009
- Володар Кубка фінської ліги (1):

«Інтер» (Турку): 2008